# Starcastle

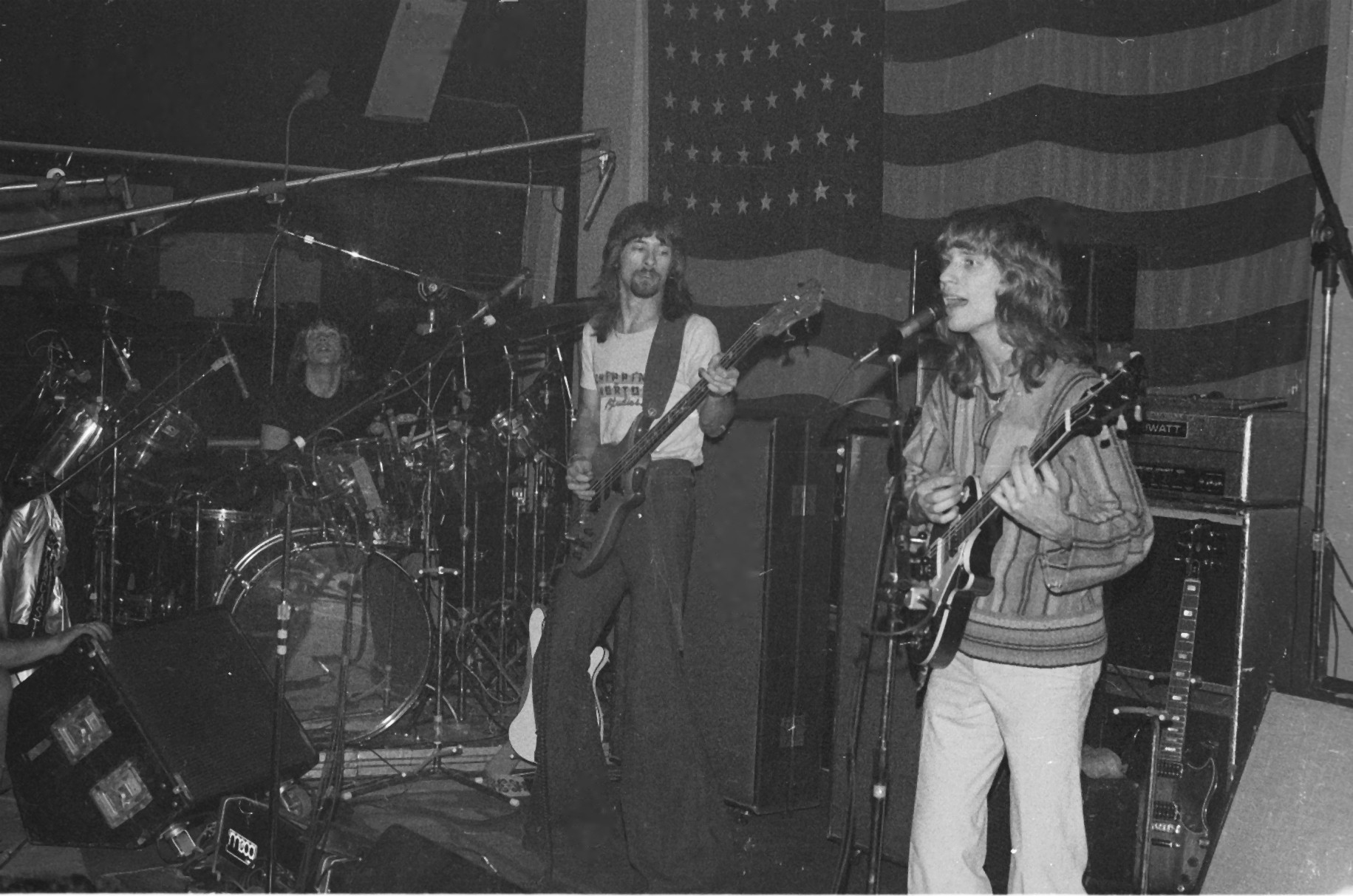
Starcastle

Starcastle ist eine 1969 gegründete US-amerikanische Progressive-Rock-Band. 2007 veröffentlichte sie nach fast 30 Jahren Pause ein neues Studioalbum.

## Geschichte

### St. James
Starcastle wurde 1969 an der University of Illinois als lokale Coverband unter dem Namen St. James gegründet. Die Urbesetzung, bestehend aus Mike Castlehorn, Stephen Hagler und Paul Tassler, zerfiel schon bald, da Castlehorn bei einem Autounfall ums Leben kam und Tassler wenig später den Bass gegen die Rolle des Bandmanagers eintauschte. Die Stelle des Schlagzeugers wurde von Pauls Bruder Stephen Tassler besetzt, und als Ersatz für den Bassisten kam Gary Strater in die Gruppe, der bis zu seinem Tod im Jahr 2004 das einzige konstante Mitglied bleiben sollte.

### Mad John Fever
Da nunmehr von der ursprünglichen Besetzung von St. James nur noch Gitarrist Stephen Hagler in der Band war, gab man sich einen neuen Namen. Die neue Besetzung begann, als Mad John Fever experimentelleren Rock zu spielen; so waren erstmals Coverversionen von Gruppen wie Jethro Tull und Wishbone Ash in ihrem Repertoire, zudem fanden Auftritte gemeinsam mit Styx und Blue Öyster Cult statt.
Aus der Stadt Champaign stammten neben Starcastle auch REO Speedwagon, deren Sänger Terry Luttrell nach seinem Ausstieg bei einer Gruppe namens Sea Daddy sang. Der gleichen Band gehörte auch der Gitarrist Matthew Stewart an, der eine gewisse Bekanntheit dadurch erlangt hatte, dass er bereits in jungen Jahren spontan in Clubs auftrat.
Beide wurden wenig später Mitglied von Mad John Fever.

### Pegasus
Um dem deutlichen Wechsel in Richtung Progressive Rock gerecht zu werden, beschloss die Gruppe im Jahr 1974, erneut ihren Namen zu ändern. Der Name Pegasus sollte allerdings wiederum nur kurzzeitig Bestand haben: Nachdem Pegasus gemeinsam mit den Strawbs in St. Louis aufgetreten war und positive Resonanz der Tagespresse erhalten hatte, wurde eine andere Gruppe des Namens Pegasus, die ebenfalls aus Illinois stammte, auf die fünf Musiker aufmerksam und drohte mit rechtlichen Schritten, sollte der Name Pegasus nicht wieder verworfen werden.
Die Suche nach einem neuen Namen, der sowohl das Image der Band repräsentieren als auch ein möglichst eindeutiges Identifikationsmerkmal sein sollte, führte schließlich zu dem endgültigen Bandnamen Starcastle.

### Starcastle

#### Bis 1978
Die bis auf den Namen unveränderte Gruppe um Stephen Hagler absolvierte im folgenden Jahr zahlreiche Auftritte, und erstmals wurde auch die Musikindustrie auf sie aufmerksam. Die Verbreitung von Demoaufnahmen und Konzertmitschnitten der Gruppe seitens mehrerer Radiosender führte schließlich zu einem Plattenvertrag mit CBS, wo im Frühjahr 1976 auch das selbstbetitelte Debütalbum erschien.
Das Album fand regen Zuspruch, und die folgenden Auftritte gemeinsam mit Gentle Giant oder Jethro Tull waren entsprechend gut besucht. Der Erfolg des Albums Starcastle veranlasste das Musiklabel, die Gruppe bereits im Jahr 1977 das Nachfolgealbum aufnehmen zu lassen. Als Produzent wurde Roy Thomas Baker verpflichtet, der unter anderem bereits für die ersten Alben von Queen verantwortlich gewesen war.
Baker indes wusste mit dem Stil der Band nicht viel anzufangen, und die Single Diamond Song (Deep is the Light) schaffte nicht den Einstieg in die Hitparaden. Obwohl das fertig produzierte Album Fountains of Light nicht den ursprünglichen Vorstellungen der Bandmitglieder entsprach, wurde es von den Kritikern dennoch begeistert aufgenommen und wurde ebenso wie die Tour, auf der Foreigner und Journey als Vorgruppen mitwirkten, wiederum ein kommerzieller Erfolg.
Ungeachtet der Tatsache, dass Punkrock und Disco den Progressive Rock zu verdrängen begannen, nahmen Starcastle in England noch im selben Jahr das Album Citadel auf, erneut produziert von Roy Thomas Baker. Wenngleich die Singles „Can’t Think Twice“ und „Could this be Love“ hin und wieder auch im Radio gespielt wurden, konnten die Verkaufszahlen die steigenden Erwartungen der CBS nicht erfüllen, und der steigende Druck auf die Band führte zusehends zu Spannungen.
Das vorerst letzte Album Real to Reel, veröffentlicht 1978, markiert einen Einschnitt in der Geschichte von Starcastle: Um die Erwartung der Musiklabels zu erfüllen, orientierte sich die Gruppe erstmals an den Hörgewohnheiten des Massenpublikums. Der Yes-ähnliche Stil der Vorgängeralben wich einem eingängigeren Poprock, der die Band zwar auch für ein größeres Publikum öffnete, aber nicht mehr den Vorstellungen der meisten Bandmitglieder entsprach. Liveaufnahmen aus diesem Jahr wurden erst 1999 auf dem Album Concert Classics veröffentlicht.
Keyboarder Schildt und Sänger Luttrell verließen Starcastle nach dem letzten Konzert der Tour zum Album Real to Reel, um sich fortan anderen Projekten zu widmen. Da auch der Verkauf der Platte schleppend verlief, kündigte die CBS Starcastle schließlich den Plattenvertrag, so dass Manager Paul Tassler wiederum allein für die Band verantwortlich war.

#### 1979 bis 1998
Ab 1979 ging Starcastle wieder auf Tour. Im Laufe der Tour wurde im Sommer des Jahres Stephen Hagler als Sänger von Ralph Goldhiem abgelöst, dem Sänger der ebenfalls bei CBS unter Vertrag stehenden Band Timberline. Die Gruppe zog nun von Champaign nach Atlanta um, wo sie schon bald ein Abkommen mit dem Produzenten Jeff Glixman traf, der unter anderem bereits einige Veröffentlichungen von Kansas produziert hatte. Noch während erste Demokassetten aufgenommen wurden, holte man zudem den ehemaligen Queen-Manager Jack Nelson ins Boot, der Verhandlungen mit A&M Records sowie Arista Records führte, was jedoch erfolglos blieb. Unbeirrt setzte die Gruppe ihre Auftritte fort, erwog sogar einen erneuten Namenswechsel – im Jahr 1979 traten sie einmalig als The Pack auf –, bis 1980 schließlich Stephen Hagler und Stephen Tassler die Band verließen. Kurzfristiger Ersatz für Tassler am Schlagzeug war Mauro Magellan, der aber nur wenig später zu The Georgia Satellites wechselte, die ebenfalls von Jeff Glixman produziert wurden.
Mit Hagler war nun auch das letzte Gründungsmitglied von Starcastle ausgetreten, und die meisten verbleibenden Bandmitglieder nahmen eine Auszeit, um andere Projekte zu verwirklichen oder sich ihrem Privatleben zu widmen. Einzig Bassist Strater versuchte, neue Mitglieder für weitere Starcastle-Aufnahmen anzuwerben. Nach dem Ende der Zusammenarbeit mit Sänger Goldhiem zog er nach Kalifornien, wo er mit Sänger George Harp und Gitarrist Bruce Botts eine neue Starcastle-Besetzung zusammenstellte. Ergänzt wurde das Trio zeitweise durch den Schlagzeuger Scott McKenzie. Die Suche nach einem neuen Keyboarder verlief jedoch erfolglos.
In den folgenden sechs Monaten schrieb und probte die Band neue Stücke. Die Mitglieder entschieden sich, trotz der neuen Besetzung und des dadurch entstandenen Stilwechsels in eine wiederum etwas rauer klingende Richtung weiter als Starcastle aufzutreten. Einige Musikproduzenten, darunter Bill Graham, wurden auf die Band aufmerksam, doch zu einem neuen Plattenvertrag kam es vorerst nicht.
Bis Mitte der neunziger Jahre hatte Starcastle in wechselnden Besetzungen die kreativste Phase der Bandgeschichte, in der viele neue Stücke entstanden. Gary Strater, unzufrieden mit dem unsteten Zusammenspiel häufig wechselnder Musiker, entschloss sich schließlich, die Aufnahme eines neuen Albums, das die Energie aller Besetzungen gleichermaßen einfangen sollte, voranzutreiben.

#### Seit 1999
Im Jahr 1999 erschienen zunächst einige Konzertaufnahmen aus dem Jahr 1978, noch mit Sänger Luttrell, auf Renaissance Records. 2001 folgte unter dem Musiklabel South West Label Group mit Chronos I eine Zusammenstellung von Demoaufnahmen aus der Zeit der ersten beiden Alben, darunter drei bislang unveröffentlichte Stücke. Beide Veröffentlichungen ernteten positive Resonanz.
Zur selben Zeit trat die Band auf mehreren Progressive-Rock-Festivals, die seit einigen Jahren wieder ein größeres Publikum anzogen, auf und rückte dadurch wieder verstärkt ins öffentliche Bewusstsein. 2004 schließlich konnte Gary Strater „sein“ Projekt verwirklichen: Starcastle, inzwischen verstärkt durch den Sänger Al Lewis, nahm nach 26 Jahren Pause unter dem Titel Song of Times ein neues Album auf.
An dem Album waren fast alle ehemaligen Mitglieder von Starcastle beteiligt, auch Terry Luttrell ist in einem der Stücke zu hören. Noch während der Aufnahmen jedoch erlag Gary Strater dem Krebs, so dass die Veröffentlichung von Song of Times noch drei Jahre auf sich warten ließ.

## Stil
Bis auf das eher am Mainstream orientierte Album Real to Reel sind die Aufnahmen von Starcastle deutlich von Yes beeinflusst; vor allem der markante Bass und der hohe Gesang von Terry Luttrell führen oft dazu, dass Starcastle mit der Band um Chris Squire verglichen wurde und wird. Dennoch besitzt Starcastle durchaus eigenständige Elemente wie zum Beispiel den häufigen Chorgesang, der auch auf dem Album Song of Times konsequent vorhanden ist.

## Diskografie
- 1976: Starcastle
- 1977: Fountains of Light
- 1977: Citadel
- 1978: Real to Reel
- 1999: Concert Classics (Liveaufnahmen von 1978)
- 2001: Chronos I (Demoaufnahmen von 1976/77)
- 2007: Song of Times
- 2018: Alchemy (Aufnahmen von 1985)